# Ievgueni Ievstigneïev
Pour les articles homonymes, voir Evstigneïev.
Ievgueni Alexandrovitch Ievstigneïev (en russe : Евгений Александрович Евстигнеев), né à Nijni Novgorod le 9 octobre 1926 et mort à Londres le 5 mars 1992 , est un acteur soviétique de premier plan et l'un des fondateurs du Théâtre Sovremennik de Moscou. Artiste du peuple de l'URSS en 1983.

## Biographie
Ievstigneïev naît dans une famille d'ouvriers. Son père, plus âgé de vingt ans que sa femme, meurt alors qu'il n'a que six ans. En 1941, Evgueni commence à travailler comme électricien. Il entame des études à l'école technique, mais doit abandonner par des raisons financières. Pendant quatre ans, il travaille à l'usine (Krasnaïa Etna (ru)) où il intègre également la troupe du théâtre amateur et découvre le jazz. Il apprend à jouer de plusieurs instruments et se produit dans l'orchestre de jazz. Après une représentation, il est abordé par Vitaly Lebski, le directeur de l'école d'art dramatique de Gorki. Impressionné par sa prestation, Lebski l'invite à se présenter au concours de l'école. Ievstigneïev poursuit des études d'art dramatique dans cette école de 1946 à 1951, puis, commence son métier de comédien au théâtre dramatique Lounatcharski à Vladimir.
En 1954, il entame les études à l'École-studio du Théâtre d'Art académique de Moscou (MKhAT) dans la classe de Pavel Massalski. Diplômé en 1956, il se produit au Théâtre Sovremennik fondé cette même année et dont il est un des initiateurs. Il devient célèbre en tenant le rôle principal dans Le Roi nu d'Evgueni Schwarz. La même année, il devient membre du Parti communiste de l'Union soviétique (PCUS).
Sa carrière cinématographique commence en 1951. Le succès lui vient avec son rôle dans le film Soyez les bienvenus ou Entrée interdite aux étrangers (1964) d'Elem Klimov qui remporte le Prix du jury des films pour la jeunesse au Festival de Cannes en 1966.
En 1971, avec son ami Oleg Efremov, il quitte le Sovremennik pour le Théâtre d'art de Moscou. Parmi ses interprétations remarquables figurent celles du laquais Firs dans La Cerisaie et du Dr Dorn dans La Mouette, deux pièces de Tchekhov. Il participe également à un nombre important de créations du théâtre radiophonique.
Il est honoré du titre d'artiste émérite de la RSFS de Russie en 1968. Sa prestation dans le spectacle Les Métallurgistes (Сталевары) en 1974 lui apporte le prix d'État de l'URSS et le titre d'Artiste du peuple de la RSFS de Russie. Il est décoré de l'ordre du Drapeau rouge du Travail en 1982, pour son rôle dans la série télévisée Dix-sept Moments de printemps. L'année suivante, il est Artiste du peuple de l'URSS. En 1986 il est décoré de l'ordre de Lénine. En 1990, il reçoit le prix des frères Vassiliev pour le rôle du professeur Préobrazjenski dans Cœur de chien (d'après Boulgakov). En 1992, il est lauréat des Turandot de cristal.
La santé de Ievstigneïev commence à décliner à partir de 1980, quand il est victime d'un infarctus du myocarde. Il s'en remet et joue encore plusieurs rôles au théâtre et au cinéma. Sa dernière apparition est dans la série de films Ermak (1996) de Valeri Ouskov et Vladimir Krasnopolski où il est le tsar Ivan le Terrible. Mort pendant le tournage, son rôle est repris par Sergueï Artsibachev.
Evgueni Ievstigneïev meurt à Londres où il s'était rendu pour une opération cardiaque. L'artiste est inhumé à Moscou au cimetière de Novodevitchi.
Son fils Denis Evstigneïev travaille aussi pour le cinéma.

### Liens familiaux

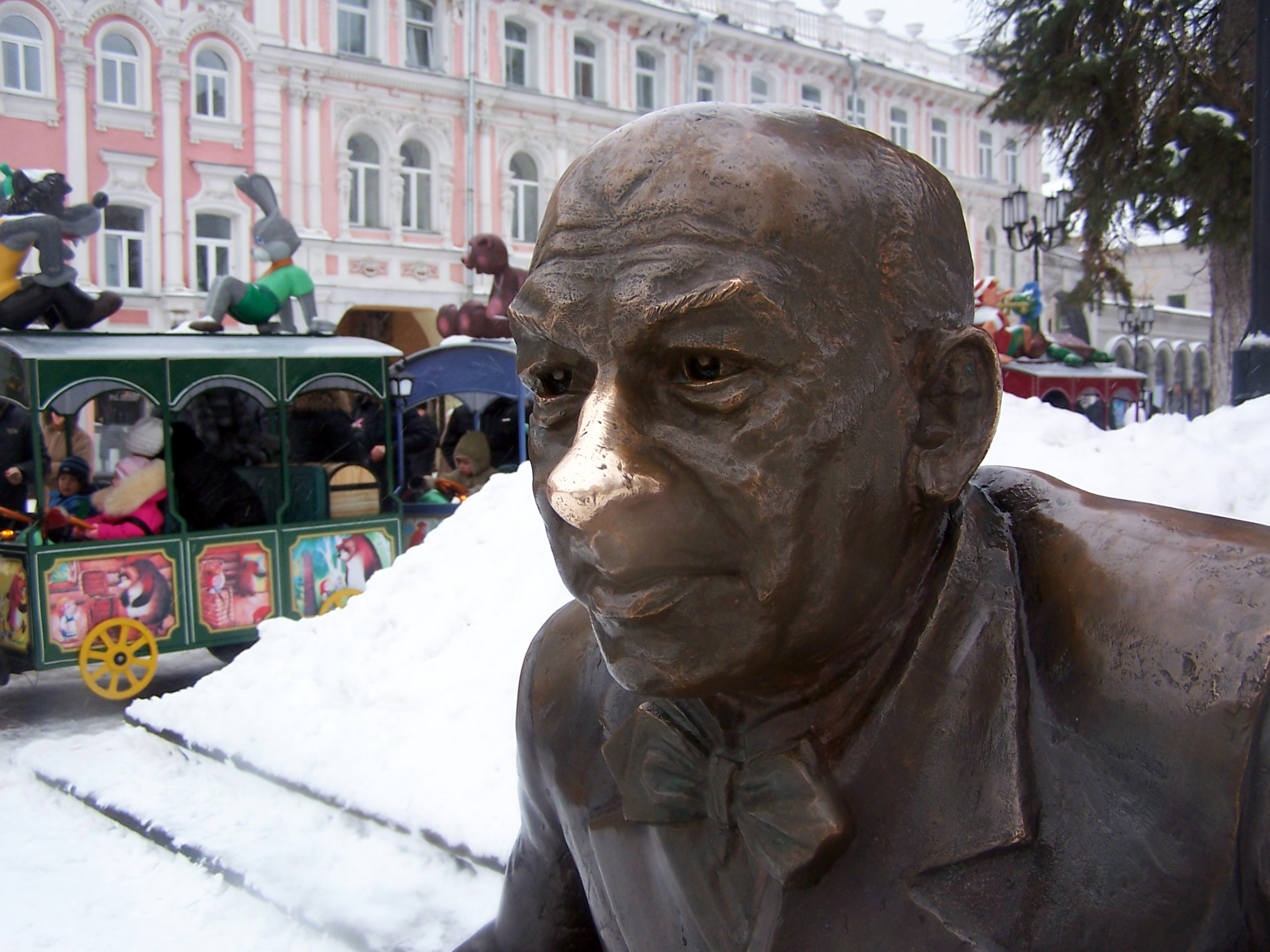
Monument de Ievstigneïev à Nijni Novgorod.

Ievgueni Ievstigneïev a été marié pendant neuf ans avec l'actrice Galina Voltchek, avec laquelle il a un fils, Denis, producteur, réalisateur et directeur de la photographie. L'union se termine par un divorce.
Sa deuxième femme (pendant vingt ans) est l'actrice Lilia Jourkina, dont il a une fille, Maria.
Sa troisième femme est l'actrice Irina Tsivina.

## Filmographie partielle
- 1959 : La Ballade du soldat (Баллада o солдате) de Grigori Tchoukhraï : chauffeur
- 1961 : L'Homme suit le soleil (Человек идёт за солнцем) de Mikhaïl Kalik : coureur motocycliste
- 1962 : Neuf jours d'une année (Девять дней одного года) de Mikhaïl Romm : Nikolaï Ivanovitch
- 1964 : Dobro Pozhalovat, Ili Postoronnim Vkhod Vospreshchen (Добро пожаловать, или Посторонним вход воспрещён) d'Elem Klimov : chef du camp des pionniers
- 1965 : Pont en construction (Строится мост) de  Oleg Efremov : Sinayski
- 1965 : L'Hyperboloïde de l'ingénieur Garine (Гиперболоид инженера Гарина) d'Aleksandr Gintsburg : Garine
- 1966 : Les Ailes (Крылья) de Larisa Shepitko : Micha
- 1966 : La Grande Sœur (Старшая сестра) de Gueorgui Natanson : Ogorodnikov
- 1969 : Tchaïkovski (Чайковский) d'Igor Talankine : Laroche
- 1970 : La Fuite (Бег) d'Alexandre Alov et Vladimir Naoumov d'après le roman de Mikhaïl Boulgakov : Korzoukhine
- 1971 : Le Bien de la République (Достояние республики, Dostoyanie respubliki) de Vladimir Bytchkov (ru) : Karl Vitol
- 1973 : Dix-sept Moments de printemps (Семнадцать мгновений весны) de Tatiana Lioznova : Pleischner (série télévisée en douze épisodes)
- 1973 : Les incroyables aventures des Italiens en Russie (Невероятные приключения итальянцев в России) d'Eldar Riazanov: italien avec béquilles
- 1977 : Les Orphelins (Подранки) de Nikolai Goubenko : gardien
- 1977 : À propos du Petit Chaperon rouge (Про Красную Шапочку) de Leonid Netchaev : astrologue
- 1979 : Il ne faut jamais changer le lieu d'un rendez-vous (Место встречи изменить нельзя) de Stanislav Govoroukhine: Routchnikov
- 1983 : Et la vie, et les larmes et l'amour de Nikolaï Goubenko : Stepan Stepanytch
- 1983 : Nous sommes du jazz (Мы из джаза) de Karen Chakhnazarov : parrain de mafia
- 1983 : Les Demidov (Демидовы) de Yaropolk Lapchine (ru) : Nikita Demidoff
- 1985 : Soir d'hiver à Gagra (Зимний вечер в Гаграх) de Karen Chakhnazarov : Alekseï
- 1988 : Cœur de chien (Собачье сердце) de Vladimir Bortko : Pr Préobrajenski
- 1989 : La Ville zéro (Город Зеро) de Karen Chakhnazarov: conservateur du musée
- 1996 : Ermak (Ермак) de Vladimir Krasnopolskiy et Valeri Ouskov : Ivan le Terrible